# أحمد دعيبس
مخرج أردني ولد عام 1955، عمل في بداية مشواره الفني كمصور في التليفزيون الأردني، ثم التحق بدائرة الأخبار في التلفزيون الأردني منذ عام 1975 ولاحقا إنتقل للعمل بالشركة الأردنية للإنتاج، من أوائل أعماله كمخرج هو مسلسل (الختم والخاتم) الذي أنتج عام 1994، توالت أعماله بعدها والتي من أبرزها (آخر أيام التوت، عيال الذيب، العنود، راس غليص الجزء الأول )، خاض تجربة في مجال التمثيل من خلال فيلم (المسعور) عام 1982.

## أبرز الإنجازات الفنية:[2]
| اسم العمل           | نوع المشاركة | الجهة المنتجة      | السنة |
| قلوب وأبناء         | مخرج         | أضواء الفن         | 1987  |
| الجذور الطيبة       | مخرج         | محمود الشيبي       | 1989  |
| صقر الجبل           | مخرج         | روحي الصفدي        | 1989  |
| الفرداوي            | مخرج         | المركز العربي      | 1993  |
| آخر أيام التوت      | مخرج         | المركز العربي      | 1992  |
| شام شريف            | مخرج         | المركز العربي      | 1996  |
| عرس الصقر           | مخرج         | المركز العربي      | 1998  |
| عيال الذيب          | مخرج         | تلفزيون قطر        | 1999  |
| آخر أيام اليمامة    | مخرج         | المركز العربي      | 2002  |
| أواه يا مال         | مخرج         | تلفزيون الكويت     | 2004  |
| راس غليص            | مخرج         | المركز العربي      | 2007  |
| القدس أولى القبلتين | مخرج         | كنوز الخليج-الكويت | 2008  |
| رسائل من صدف        | مخرج         | تلفزيون الرأي      | 2009  |

شارك في مهرجان الإذاعة والتلفزيون بالقاهرة، وفي مهرجان الخليج

## الجوائز والأوسمة وشهادات التقدير والتكريم:[2]
| الجائزة                          | الجهة المانحة                               | التاريخ |
| جائزة الإخراج عن "عرس الصقر"     | القاهرة وقرطاج                              | 1999    |
| جائزة الإخراج عن "القرية"        | مهرجان الخليج                               | 2005    |
| أفضل عمل عن "آخر أيام التوت"     | القاهرة                                     | 2002    |
| أفضل إخراج عن "عيال الذيب"       | مهرجان الخليج                               | 1999    |
| أفضل إخراج عن "آخر أيام اليمامة" | القاهرة                                     | 2002    |
| جائزة الدولة التقديرية           | وزارة الثقافة                               |         |
| درع تكريم عن مجمل مسيرته         | مهرجان مادبا للثقافة والفنون بدورته الثانية | 2019    |

1. ↑  "فيلموجرافيا: أحمد دعيبس - إخراج". elCinema.com. مؤرشف من الأصل في 2017-11-10. اطلع عليه بتاريخ 2020-04-10.
2. 1 2  admin (18 مارس 2014). "أحمد دعيبس". وزارة الثقافة. مؤرشف من الأصل في 2019-09-05. اطلع عليه بتاريخ 2021-03-15.
3. ↑  
"المخرج دعيبس: تكريمي كشخصية مهرجان مادبا نقطة مضيئة في مسيرتي الفنية". جريدة الغد. 26 أغسطس 2019. اطلع عليه بتاريخ 2024-06-04.